# Joseph Armone
Joseph „Piney“ Armone alias Shorty (* 13. September 1917 in Manhattan, New York City; † 23. Februar 1992) war ein Mobster der Gambino, welche zu den Fünf Familien der US-amerikanischen Cosa Nostra gehört. Er hatte dort die Position eines Underboss inne und war 1985 an der Ermordung des Bosses Paul Castellano beteiligt.

## Leben

### Hintergrund
Joseph Armone wurde in der Upper East Side in Manhattan geboren und bekam in den 1930er Jahren seinen Spitznamen „Piney“, da er Geld von Weihnachtsbaumverkäufer erpresste.
Er war der jüngere Bruder von Stephen Armone, einem einfachen Vollmitglied (it.: „Soldato“) des Gambino-Clans.
Armone heiratete Josephine DiQuarto – eine Verwandte des Caporegime Dominick DiQuarto, der Genovese-Familie – und hatte mit ihr zwei Kinder. Sie führten eine Ehe ohne bekannte Affären.

### Frühe Karriere
1957 bat angeblich der Unterboss Joseph Biondo Armone und zwei weitere Gangster des gleichen Mafia-Clans, den Boss der Familie Albert „Mad Hatter“ Anastasia zu ermorden. Armone wurde vor Ausübung dieser Tat auf Grund von Drogendelikten festgenommen.
Biondo wählte angeblich den Bruder Stephen Armone als Ersatzmann und die Killer ermordeten Anastasia.
1964 überlebte Armone einen Mordanschlag. Am 1. Oktober 1964 wurden Armone und elf weitere Mafiosi in den sogenannten French Connection-Fall verstrickt.
Armone und den anderen wurde vorgeworfen, Heroin im Wert von 20 Mio. US-Dollar aus Frankreich in die USA geschmuggelt zu haben. Zwischen 1956 und 1965 sollen Diplomaten, See- und Geschäftsleute als Schmuggler eingesetzt worden sein.
Während des Verfahrens wurde einer der Jury-Mitglieder von Patricia DeAlesandro, einer Freundin von Armone angesprochen. Armone soll versucht haben, diesen zu bestechen.
Dies gestand Armone später ein und wurde zu 5 Jahren Haft verurteilt.
Am 22. Juni 1965 wurde Armone wegen der Beteiligung an dem Drogenhandel der besagten French Connection verurteilt. Im Juli 1965 wurde Armone zu 15 Jahren Haft verurteilt.
Nach zehn Jahren Haft wurde Armone entlassen und als Paul Castellano Boss wurde von diesem zum Caporegime ernannt.

### Gotti-Ära
1985 nahm Armone gemeinsam mit dem Capo Gotti an der Verschwörung gegen Castellano teil. Er half Gotti bei der Ermordung Castellanos, was Gotti zum Boss der Familie machte.
Underboss Frank DeCicco wurde im April 1986 ermordet, ein Mordanschlag, der eigentlich Gotti galt. Danach wurde Armone durch Gotti zum Unterboss befördert und nach Florida geschickt, um dort die Aktivitäten der Gambinos zu steuern.
Am 22. Dezember 1987 wurde in New York verurteilt wegen: Racketeering, Schutzgelderpressung, Bestechung.
Die Justiz bot Armone Haftmilderung an, wenn er als Kronzeuge und Pentito gegen die Gambino-Familie aussagen würde, was dieser ablehnte. Er wurde zu 15 Jahren in einem Bundesgefängnis und einer Geldstrafe von 820.000 US-Dollar verurteilt.
Am 24. September 1988 wurde Armone in einem anderen Verfahren wegen Schutzgelderpressung, Kreditwucher und Racketeering in Broward County verurteilt.

### Tod
Am 23. Februar 1992 starb Armone im Gefängnis eines natürlichen Todes. Er wurde auf Staten Island auf dem Friedhof Cemetery of the Resurrection bestattet.

## Adaptionen
- 2001: Im Fernsehfilm Boss of Bosses wurde Joe Armone unter dem Namen „Piney Armone“ von Schauspieler Mark Margolis dargestellt.
- 1996: Im Fernsehfilm Der Untergang der Cosa Nostra (Ot: Gotti) Verkörperung durch Dominic Chianese.